# Хорошие девочки попадают в рай
«Хорошие девочки попадают в рай» — российский мелодраматический фильм режиссёра Дмитрия Месхиева с Юлией Пересильд и Алесем Снопковским в главных ролях. Премьера состоялась 20 октября 2021 года в онлайн-кинотеатре «Кинопоиск HD».

## Сюжет
Литературной основой сценария стали рассказы Кирилла Рябова. Главный герой фильма Павел, переживающий тяжёлый период после внезапного ухода жены и выписки из психиатрической больницы, встречает прекрасную незнакомку, однако неясно, получится ли у него снова построить личное счастье.

## В ролях
- Юлия Пересильд — она
- Алесь Снопковский — Паша
- Евгений Терских — Ромыч
- Роман Агеев — капитан Овчаренко

## Создание и оценки
Дмитрий Месхиев, по его словам, написал сценарий фильма во время карантина 2020 года, когда ему было просто нечем заняться. Съёмки заняли две недели и проходили в Санкт-Петербурге на Васильевском острове. Главные роли сыграли питерский артист Алесь Снопковский и московская актриса Юлия Пересильд, в других ролях задействованы артисты Псковского театра драмы (Месхиев является его художественным руководителем). Производством занималась кинокомпания СТВ при поддержке фонда развития современного кинематографа «Кинопрайм».
В начале 2021 года стало известно, что лента не выйдет на широкий экран. В октябре 2021 года её показали на Варшавском кинофестивале (в параллельной программе In Discoveries), 20 октября она появилась в онлайн-кинотеатре «Кинопоиск HD».
Обозреватель Псковского агентства информации Муслим Камалов опубликовал вскоре после премьеры разгромную рецензию на «Хороших девочек»: по его словам, это «невнятная псевдофилософская драма», «царство кринжа», вызывающее только отвращение.